# MAJOR 2nd
『MAJOR 2nd』（メジャーセカンド）は、満田拓也による日本の漫画。『週刊少年サンデー』（小学館）において、2015年15号から連載中。2019年10月時点で累計発行部数は650万部を記録している。
1994年から2010年まで同誌で連載された野球漫画『MAJOR』の続編であり、前作の主人公・茂野吾郎の息子である茂野大吾の成長を描く。
2018年末以降、休載が多くなっているが、以下の期間は満田の体調不良により長期休載することが公表されている。
- 2018年53号 - 2019年20号[3][4]
- 2021年46号 - 2022年48号[5]。

## 制作背景
作者の満田にとっては『BUYUDEN』の完結以来、約1年ぶりの『週刊少年サンデー』での連載となる。
『MAJOR』の続編を始めた経緯について、満田によると元々物語の続きを描きたい気持ちがあったことと、投手と打者の「二刀流」である大谷翔平の存在が大きかったという。
二刀流のアイデアは前作にもあったが、「現実味がない」として見送っていた。しかし、二刀流に挑戦している大谷のような漫画の先を行く現実の“怪物”を見て触発されたとのこと。
タイトルの「2nd」には2世という意味が込められており、子供の頃から天才だった吾郎とは違い、凡人の大吾が偉大な父を持つがゆえの2世の苦悩や挫折などでどのように成長し、どんな野球選手になるかを描くという。また、前作の主人公・茂野吾郎が果たせなかった甲子園を舞台にしたいという。

## あらすじ

### 小学生編
茂野大吾は、幼少時、肩の負傷で投手を引退してから野手として現役復帰した父・吾郎の影響を受け、「おとさん（吾郎）みたいにプロ野球選手になる」という夢を抱いていた。小学4年生から本格的に野球をすべく三船ドルフィンズに入団したものの、父親の吾郎のように生まれ持ったセンスや才能には恵まれず、周囲からは期待はずれと落胆され、一度野球を辞めてしまう。小学校6年生まで母に振り回される形でサッカーや勉強に取り組むも、長続きせずゲームばかりしており、野球をやりたいという気持ちこそ完全には無くなってはいなかったものの物事に対して逃げ腰になっていた。
大吾は、自分の抱えているコンプレックスや繊細で傷つきやすい一面を、自分とは違って大きな挫折経験がない優等生の姉・いずみや脳天気な母・薫に理解してもらえなかったことから捻くれた性格となっており、友人である佐倉睦子の好意的な感情も素直に受け入れられずにいた。しかし、佐藤光との出逢いを機に心境に変化が現れ始め、紆余曲折ありながらも再び野球と向き合うことを決め、三船ドルフィンズに再入団する。（第1話〜第90話、単行本第1巻〜第10巻）

### 中学生編
リトル引退から約2年後。光との再会を誓った大吾は、姉・いずみも通った風林中に進学。2年生にして野球部のキャプテンを務めていたが、部員は定員割れの上、ピッチャーの睦子をはじめ、横浜リトル出身の相楽太鳳や沢弥生といった女子ばかりとなっていた。仁科明や椛島アニータらやや反抗的な新入生の入部によりナインの揃った風林中野球部は、最初の大会に臨んでいく。（第91話〜、単行本第10巻〜）

## 登場人物

### 主要人物
茂野 大吾（しげの だいご）
声 - 藤原夏海（テレビアニメ） / 田村睦心（サンデーCM劇場）
背番号：13　ポジション：捕手、外野手　投打：右投右打（小学校）
背番号：7　ポジション：捕手、外野手／キャプテン　投打：右投右打　身長：158cm（中学校）
本作の主人公。野球選手・吾郎の息子。少年期の吾郎と外見はよく似ているが、やや小柄な体格。
メジャーリーガーの息子にも関わらず野球の才能が無いことがコンプレックスで周りの人間にも馬鹿にされていた為野球から遠ざかっていたが、かつて父親とバッテリーを組んでいた佐藤寿也の息子、光と共に三船ドルフィンズに入団した。光に促され捕手になり中学生になってからも捕手を続けている。光が突然転校した時や大怪我した際にはショックの余り野球に打ち込むことが出来なくなったが、寿也や吾郎の協力で立ち直りいつか最強のバッテリーを組もうと約束する。
守備能力は並以上だが、遠投や打撃が不得意。ただし、これは基礎的な知識や練習が不十分だったためであり、再び野球を始めてからは寿也の指導を受け、徐々に練習の成果を見せ始めている。豪快な野球が持ち味であった父とは対象的に、三船ドルフィンズ時代は犠打やプッシュバントで次の打者に繋げることを中心とした、小技主体のスタイルに取り組んでいる。
中学では私立風林学園中等部に進学。1年生の秋に当時の監督に指名されキャプテンに就任し、親譲りの野球への情熱と冷静な観察力で野球部を率いる。辻堂学園中学校との試合で捕手に転向した光と再会したが大敗を喫し、「ママゴト野球」と侮辱される。その後過呼吸を起こし倒れるが吾郎に心情を吐露し指導者不在の野球部を立て直すきっかけを作る。
異性から自分に向けられる好意には極めて鈍く、薫からは「こういう鈍感さはあの人（吾郎）そっくりだし」と言われている。
佐藤 光（さとう ひかる）→ 坂口 光 （さかぐち ひかる）
声 - 西山宏太朗（テレビアニメ）、青山玲菜（幼少期）/ 内田雄馬（サンデーCM劇場）
背番号：15　ポジション：投手、外野手（小学校）
背番号：ー　ポジション：捕手　投打：右投右打　身長：172cm（中学校）
寿也の息子。小学6年生。ニューヨーク生まれの帰国子女。父に似て容姿端麗だが近眼で小学生の時は眼鏡をかけていた。両親は小学1年生の頃に離婚し母親に引き取られたが、小学校編では寿也への気遣いから佐藤姓を名乗っていた。
常に前向きで物腰の落ち着いた性格だが、その言動は自信に満ちており、当初の大吾からは「激しくうざい」と思われていた。
野球の才能が無いことを理由に野球から遠ざかっていた大吾に敢えて厳しい言葉をかけて野球への熱意を引き出し、三船ドルフィンズに入団する。大吾とバッテリーを組むが東斗ボーイズ戦で大怪我をし意識不明となった。責任を感じ野球をやめようとしていた大吾の前に車椅子で現れ元気になった姿を見せて再びバッテリーを組む事を約束した。
野球は父とのキャッチボール程度しか経験がない程の初心者だったが、潜在能力は高く、少し教わっただけで打撃や守備のコツを掴んだほか、父親譲りの強い肩を持っている。
中学校編では母方の坂口姓に改め、眼鏡も外している。辻堂学園中野球部では捕手に転向して大吾と再会するが、怪我で投手が出来なくなったことや、女子部員が大半を占める野球部に所属し低レベルなプレーを露呈する大吾に失望しもうバッテリーを組みたくないと告げ動揺させた。
小学生の時は茶髪だったが中学編で再登場してからは原作アニメ共に黒髪に変更されている。
佐倉 睦子（さくら むつこ）
声 - 花澤香菜
背番号：16　ポジション：外野手　投打：右投右打（小学校）
背番号：1　ポジション：投手／副キャプテン　投打：右投右打　身長：165cm（中学校）
本作のヒロイン。大吾と同級生の女の子。野球の知識は無いが、攻守におけるセンスがあり、光の剛速球を捕れたり、トスバッティングもこなし、実戦でも安打を放つなど高い打撃センスを持っている。
中学は大吾と同じ私立風林学園に進学。1年生の途中から大吾の薦めでピッチャーに転向する。スピードはそれほどでもないが制球力と変化球に優れたエースピッチャーに成長する。
幼少期、才能が無くともリトルで必死に努力をしている大吾に惹かれ、以来密かな好意を寄せている。全く気付いてもらえないが、それでも大吾を気にかけている。中学校では大吾との関係はお互い下の名前で呼び合っており、野球部の周囲からは公認の仲として扱われており、太鳳や弥生たちからからかわれることが多い。内面は割と腹黒く、本人はあくまで「幼なじみで友達」と断言しているが大吾が他の女子と仲良く話していると嫉妬することがある。

### 大吾のライバルたち
卜部 隼人（うらべ はやと）
声 - 市川太一
投手、三塁手（中学生編）。右投右打。
三船リトル時代の大吾のチームメイト。共に東斗ボーイズから移籍したアンディとバッテリーを組んでいる。中学編では清和中学校に進学し、野球部のエースを務めている。アイドル好き。
鈴木 アンディ（すずき アンディ）
声 - 大畑伸太郎
捕手。右投左打。
三船リトル時代の大吾のチームメイト。卜部とバッテリーを組んでいる。中学編では卜部と共に清和中学校に進学し、野球部でキャッチャーを務めている。

### 選手の家族

#### 大吾の家族関係者
茂野 吾郎（しげの ごろう）
声 - 森久保祥太郎、くまいもとこ（幼少期）
前作の主人公。大吾の父で、40歳を過ぎた後も国内外を渡り歩きながら現役の野球選手として活動している。旧姓は本田（ほんだ）。
茂野 薫（しげの かおる）
声 - 笹本優子
前作のヒロイン。大吾の母。夫の吾郎とは幼馴染で、硬式三船ドルフィンズ時代のチームメイト兼聖秀学院高校の同級生。旧姓は清水（しみず）。
茂野 いずみ（しげの いずみ）
声 - 高森奈津美
大吾の3歳上の姉。文武両道の優等生で、小学生の頃は三船ドルフィンズに所属していた。卒業後は風林学園中等部に在籍し野球部に所属していたが、高校は風林学園高等部に進学せず、女子硬式野球部がある横浜星倫高校を受験し入学した。年頃の年齢故か、弟の大吾にはかなり辛辣に接する。
なお、テレビアニメのクレジットでは「茂野いずみ」表記だが、漫画では「泉」と漢字表記で呼ばれているため、戸籍名は「茂野泉」である模様。
茂野 英毅（しげの ひでき）
声 - 咲野俊介
大吾の祖父で、元プロ野球球団『横浜マリンスターズ』（アニメではブルーオーシャンズ）の選手。リトルでの大吾の試合を桃子と共に観戦している。
茂野 桃子（しげの ももこ）
声 - 野田順子
大吾の祖母で、元幼稚園の先生（アニメでは保育士）。リトルでの大吾の試合を英毅と共に観戦している。旧姓は星野（ほしの）、本田（ほんだ）。

#### 光の家族関係者
佐藤 寿也（さとう としや）
声 - 森田成一、緒乃冬華（幼少期）
光の父で、吾郎とは幼なじみにして幾度となく鎬を削ったライバル。現役時代は捕手として日本プロ野球界、メジャーリーグでも活躍した。妻とは離婚し、現役を退き野球解説者になっている。
アマチュア指導の資格を取得しており、辻堂学園との試合後、野球部の監督を探して奔走していた吾郎に声を掛け風林中野球部の監督に就任する。
佐藤 善三（さとう ぜんぞう）
声 - 伊藤和晃
寿也の母方の祖父。寿也の回想に登場。
佐藤 千鶴（さとう ちづる）
声 - 前田敏子
寿也の母方の祖母。寿也の回想に登場。
坂口（さかぐち）
声 - 新田早規
光の母親で、寿也の元妻。顔は出てこない。
寿也とは光の幼い頃に離婚している。光が中学生の頃に水谷（みずたに）という男性と再婚する。

#### 眉村家
眉村 道塁（まゆむら みちる）
声 - 堀江由衣
投手。左投左打。
眉村健と静香の次女で、大吾たちとは同学年。小学生時代は名門チームである東斗ボーイズに所属し双子の弟の渉とバッテリーを組んでいた。
吾郎の大ファンで初登場時は大吾を下に見ていたが吾郎の息子だと知ると好意的に接していた。大吾は気付いていなかったが渉には本心を見抜かれていた。
中学生編では中学1年生の頃迄は横浜シニアに所属していたが、監督に女性であることを理由に戦力外通告をされ、失意の中横浜シニアを退団する。野球を諦めようかと考えていたが横浜シニアのチームメイトであった魚住・出光・世古の3人に誘われ道塁自身が通っている大尾中学校の軟式野球で頂点を目指すことを決意する。
風林中学野球部が再始動した春の大会で風林と対戦し優勝を収めるが、上級生の引退と自身が肩を負傷したことによって部員数が足りなくなり唯一残留した後輩の郷田と共に練習を続けていたが、顧問から風林中学との合同チームを持ちかけられる。郷田と大吾の言葉を受け入れて合流し、かつて肩を壊した時の吾郎と同じく右投げに転向し、投手と内野手として再起を目指す。
眉村 渉（まゆむら わたる）
声 - 福島潤
捕手。左投左打。
道塁の双子の弟。父親に似て顔に縦線が入っている。
小学生の時はキャッチャーとして東斗ボーイズで姉の道塁とバッテリーを組んでいた。元はピッチャーだったが、肘に違和感を覚えた為に父親から投球を禁止され、キャッチャーに転向している。中学では横浜シニアで野球を続けている。
眉村 健（まゆむら けん）
声 - 保村真
渉と道塁の父。吾郎のかつてのライバルの一人で、吾郎達としのぎを削った野球の名投手であったが、現在は現役を退いている。
吾郎から野球部の監督を依頼されたが娘の道塁がライバル校にいることや自身がPTA会長の仕事が忙しいため断っている。
眉村 静香（まゆむら しずか）
渉と道塁の母で、健の妻。元海堂高校野球部の二軍監督で、夫の健や吾郎、寿也の恩師。旧姓は早乙女（さおとめ）。回想シーンでの登場。

#### 藤井家
藤井（ふじい）
声 - 草尾毅
三船ドルフィンズの現コーチ。吾郎とは聖秀学院高校野球部の元チームメイト。中学生編に登場する、千里と千代の父親。
藤井 美保（ふじい みほ)
声 - 植田佳奈
千里と千代の母。吾郎とは聖秀学院高校野球部の元チームメイト。
『2nd』では原作では未登場だが、アニメ版では登場。藤井と結婚しており、二女をもうけている。旧姓は中村（なかむら）。

### 指導者
田代（たしろ）
声 - 森訓久
三船ドルフィンズの現監督。吾郎とは聖秀学院高校時代にバッテリーを組んでいた。
小森 大介（こもり だいすけ）
声 - 宮田幸季
虹ヶ丘ビートルズの監督。小・中学校の頃はキャッチャーとして吾郎とバッテリーを組んでいた。比較的小柄で現在では眼鏡を掛けている。
アニメ版では過去三船ドルフィンズの監督を務めていた。
清水 大河（しみず たいが）
声 - 朴璐美
大吾の叔父。薫の弟で、吾郎とは聖秀学院高校時代、野球部の後輩でチームメイトでもあった。現在は美容院を営んでいるが、辻堂中学との試合後、吾郎の頼みで平日のみ風林中野球部の指導者となる。

### 海堂高校OB
薬師寺（やくしじ）
新聞記者。元プロ野球チーム・埼玉ジャッカルスの三塁手で、吾郎や寿也とは高校時代のチームメイトだった。
阿久津（あくつ）
海堂学園付属中学校野球部の監督で、元プロ野球チーム・広島アロウズのリリーフ投手。吾郎や寿也とは高校時代のチームメイトだった。

### 風林学園中等部野球部
仁科 明（にしな あきら）
声 - 山下大輝
背番号：9　ポジション：投手、外野手　投打：右投右打　身長：168cm
スポーツ推薦で風林中に入学した新入生。とある事情で弱体化した風林中野球部を補強するために入部した、名門南陽ライオンズの元エース。
当初は自分の実力を鼻にかけていたが、入部初日の練習試合で惨敗し苦汁を舐めることになる。その後、南陽ライオンズ時代の恩師である国友が風林の監督に就任するはずだったが、諸事情により来られなくなったという理由で千葉を含む南陽の同期4人が入部を辞退する中、唯一部に正式入部し、生意気な態度をとりつつも練習に取り組むようになる。その過程で周囲との協調などを学ぶなど人間的な成長も見られている。
相楽 太鳳（さがら たお）
声 - 佐倉綾音
背番号：6　ポジション：遊撃手　投打：右投両打　身長：160cm
名門横浜リトル出身。ポジションはショート一筋で、リトル時代からのチームメイトである弥生と鉄壁の二遊間を誇る。自由奔放な性格の一方、野球では女子は男子なんかに勝てないといったような現実的で冷めた一面を持つ。一方でイケメンに弱いややミーハーな所もあり睦子を呆れさせたことがある。
沢 弥生（さわ やよい）
声 - 河瀬茉希
背番号：4　ポジション：二塁手、投手(中継ぎ)　投打：右投右打　身長：173cm
名門横浜リトル出身。野球センスは抜群で攻守ともに優れている。クールな性格ながらも、仲間思い。リトル時代からのチームメイトである太鳳と行動を共にすることが多い。
横浜リトルでピッチャーを務めていたが、故障によりセカンドに転向した。ストレートは勿論、一通りの変化球を投げることが可能。特にフォークボールを得意としている。
2学年下の弟・春人に対しては野球を含めた物事に対するひたむきさが欠けていることを不快に思い、ことあるごとに厳しい言葉をかける。
椛島 アニータ（かばしま アニータ）
声 - 村川梨衣
背番号：2　ポジション：捕手、外野手　投打：右投右打　身長：173cm
太鳳と弥生の横浜リトル時代の後輩。日本人の父とブラジル人の母を持つハーフで、父親が関西出身のため関西弁を話す。
当初は仁科同様実力主義で自分より実力が劣る者を見下す傾向があったが、大吾に厳しく諭されてからはチームの一員としての意識を持つようになる。強肩強打の持ち主だが、経験が殆どないため左投げを苦手としている。またキャッチャー一筋であったためその他のポジションはあまり得意ではない。
藤井 千里（ふじい ちさと）
声 - 上坂すみれ
背番号：8　ポジション：外野手(中堅手)、投手(中継ぎのみ)　投打：左投左打　身長：160cm
アニータと同じく太鳳と弥生の横浜リトル時代の後輩で、藤井の次女。
おっとりした性格だが、野球では積極的に責めるプレースタイル。俊足を生かし1番バッターを務める。何事もそつなくこなすオールラウンダーであり、横浜リトル時代はつなぎではあるがピッチャーも経験している。
関鳥 星蘭（かんどり せいら）
声 - 高垣彩陽
背番号：5　ポジション：三塁手 投打：右投左打　身長：168cm
眼鏡をかけた肥満体の女子で、睦子に誘われダイエットのために野球部に入部する。野球初心者ながらも実は強肩の持ち主。レギュラーへの執着は人一倍強い。
実は左投げに異常に強い「左殺し（サウスポーキラー）」だが、その理由は周りはおろか本人にもわかっていない。
合宿の際、風呂の湯船に浸かりながらドーナツを食べるほどの大食漢であるため、きつい練習を経ても痩せないことに悩んでいたが、監督になった寿也からは「野球では体重があってもそこまで不利なわけではない、体重を乗せた長打力や肩の強さは長所になる」と諭されている。
丹波 広夢（たんば ひろむ）
声 - 杉田智和
背番号：3　ポジション：一塁手、三塁手(2年生まで)　投打：右投右打　身長：170cm
風林中野球部唯一の3年生。自身を除く同級生部員は窃盗事件(アニメ版では集団万引き)に関わったため全員退部している。生徒会長も兼務しながら野球に打ち込む。プレッシャーに弱い一面を持つが面倒見がよく、チームの精神的支柱として引退まで尽力した。
藤井 千代（ふじい ちよ）
声 - 渡部紗弓
背番号：ー　ポジション：マネージャー　投打：右投右打　身長：180cm
千里の姉で大吾の同級生。通称「千代姉」。
もともと美術部所属だったが、風林中野球部の人数不足を補うために大吾と睦子が野球部に勧誘する。はじめは嫌がっていたものの、仁科に一目惚れをしたことをきっかけにマネージャーとして野球部に入部する。自身の運動神経を理由に、選手になるのを拒んでいる。
自身を「運動音痴」と評しているが小学校時代に野球を始めテニスや水泳を経験しており人並み以上の運動神経・基礎体力の持ち主。
自分より後から野球を始めた妹があっさり自分を追い抜いたことや父親の情熱が妹に移ったことにショックを受けたため、一度は野球を辞めたが、千葉の欠場によって辻堂中学との練習試合に急遽出場することになり、後ろ向きな姿勢で臨んだところを妹から一喝され、好プレーを見せる。試合後、寿也の監督就任時に投手としての素質を見出され、選手として復帰を決意する。
千葉 拓巳（ちば たくみ）
声 - 米内佑希
背番号：-　ポジション：遊撃手、外野手　投打：右投右打
1年生。仁科と同じく南陽ライオンズ出身でポジションは遊撃手。
大吾たちと練習試合を行い、実力差に驚いて守備をおろそかにした際、彼から真っ先に活を入れられた。一度は菅原らとともに野球部入部を辞退しシニアに移るが、基礎練習や雑用ばかりの日々に嫌気がさし仁科の誘いに応じる形で入部した。実力はかなりのものだが他者を見下す傲慢な性格。入部してまもなく、虫垂炎になり、手術を受けた。
退院後、監督に就任した寿也から手術明けを言い訳にした態度の悪さを見抜かれて退部を勧告されるが、太鳳からの説得を受け入れて幾分かは練習態度を含めた素行を改めるようになる。
沢春人（さわ はると）
1年生。沢弥生の弟。
佐藤寿也が風林大尾合同チームの監督に就任したことを、ネットのニュースで知ると、野球部に入部する。素質は確かだが野球に対する真摯さや協調性に欠ける面があり、姉・弥生からはその点を事あるごとに厳しく指摘されている。
一方で負けず嫌いで自分で決めたことを投げ出さない芯の強さも持ち、寿也からその負けん気と根性を評価されている。
山口（やまぐち）
声 - 村中知
風林野球部の顧問。野球への関心は薄く、休日出勤をボヤいている。
江頭（えがしら）
風林学園中等部の校長。前作の事件で吾郎や寿也たちを逆恨みしており、風林野球部に嫌がらせを行なっている。

### 大尾中学校野球部
郷田 早苗（ごうだ さなえ）
1年生。道塁に憧れて野球部に入部した。風林との合同チームに参加するが、野球は全くの初心者。あだ名は「郷ちゃん」。
魚住 昴太郎（うおずみ こうたろう）
声 - 金光宣明
背番号：-　ポジション：捕手　投打：右投左打
2年生。道塁を追って、出光と世古と共に横浜シニアを退団し、大尾中野球部に入部した。
道塁が左肩を壊してからはシニアに戻ったが指導者と喧嘩して退団し、大尾中で風林との合同チームに参加する。沢とは横浜リトル時代、バッテリーを組んでいた。
世古（せこ）
2年生。道塁を追って、魚住らと共に横浜シニアを退団し、大尾中野球部に入部した。道塁が左肩を壊してからはシニアに戻った。
出光（いでみつ）
2年生。道塁を追って、出光と世古と共に横浜シニアを退団し、大尾中野球部に入部した。道塁が左肩を壊してからはシニアに戻った。

## 書誌情報

### 漫画
- 満田拓也『MAJOR 2nd』、小学館〈少年サンデーコミックス〉、既刊30巻（2025年3月18日現在）[9]
  1. 2015年6月12日発売、ISBN 978-4-09-126158-8
  2. 2015年9月18日発売、ISBN 978-4-09-126244-8
  3. 2015年12月12日発売、ISBN 978-4-09-126483-1
  4. 2016年3月18日発売、ISBN 978-4-09-126820-4
  5. 2016年7月12日発売、ISBN 978-4-09-127167-9
  6. 2016年9月16日発売、ISBN 978-4-09-127374-1
  7. 2016年11月18日発売、ISBN 978-4-09-127414-4
  8. 2017年2月17日発売、ISBN 978-4-09-127499-1
  9. 2017年5月18日発売、ISBN 978-4-09-127568-4
  10. 2017年8月18日発売、ISBN 978-4-09-127677-3
  11. 2017年10月18日発売、ISBN 978-4-09-127854-8
  12. 2018年1月18日発売、ISBN 978-4-09-128075-6
  13. 2018年3月16日発売、ISBN 978-4-09-128095-4
  14. 2018年6月18日発売、ISBN 978-4-09-128258-3
  15. 2018年8月17日発売、ISBN 978-4-09-128349-8
  16. 2018年11月16日発売、ISBN 978-4-09-128579-9
  17. 2019年10月18日発売、ISBN 978-4-09-128805-9
  18. 2020年1月17日発売、ISBN 978-4-09-129542-2
  19. 2020年4月16日発売、ISBN 978-4-09-850062-8
  20. 2020年7月17日発売、ISBN 978-4-09-850158-8
  21. 2020年10月16日発売、ISBN 978-4-09-850265-3
  22. 2021年2月18日発売、ISBN 978-4-09-850386-5
  23. 2021年6月17日発売、ISBN 978-4-09-850535-7
  24. 2021年11月18日発売、ISBN 978-4-09-850730-6
  25. 2023年1月18日発売、ISBN 978-4-09-851553-0
  26. 2023年6月16日発売、ISBN 978-4-09-852120-3
  27. 2023年12月18日発売、ISBN 978-4-09-853047-2
  28. 2024年5月17日発売、ISBN 978-4-09-853293-3
  29. 2024年10月18日発売、ISBN 978-4-09-853637-5
  30. 2025年3月18日発売、ISBN 978-4-09-854018-1

### 小説
- 丹沢まなぶ 小学館〈小学館ジュニア文庫〉
  - 『小説 MAJOR 2nd 1 二人の二世』2018年5月30日発売、ISBN 978-4-09-231234-0
  - 『小説 MAJOR 2nd 2 打倒！東斗ボーイズ』2018年6月29日発売、ISBN 978-4-09-231238-8

## テレビアニメ
2017年10月18日発売の『週刊少年サンデー』47号にてテレビアニメ化が発表され、『メジャーセカンド』のタイトルで第1シリーズが2018年4月7日から9月22日まで、NHK Eテレにて土曜17時35分 - 18時に放送された。放送時は字幕放送、連動データ放送を実施。原作の小学生編が映像化された。放送前の3月24日に特別番組『アニメ「メジャーセカンド」 まもなくプレーボール！』が放送された。2020年3月に開催予定だった第92回選抜高等学校野球大会が新型コロナウイルスによる影響で中止になったことを受けて、同月19日から22日まで、13時から15時までの時間帯に総合テレビで当アニメの集中再放送を行うことを3月13日に発表した。
第2シリーズは2019年10月に製作が発表され、2020年4月4日から11月7日まで前シリーズと同じ時間枠で放送された。原作の中学生編が映像化され、原作の20巻の途中までがアニメ化された。キャラクターデザインほか、制作スタッフが一部一変された。
第2シリーズ第4話を放送した2020年4月25日、新型コロナウイルス感染拡大に伴うアニメーション制作困難の状況をふまえ、第5話以降の放送見送り、及び翌週からは同時間枠で第2シリーズ第1話～第4話を再放送することを発表した。
2020年5月30日放送分（第4話再放送の翌週）より第5話以降の放送を一旦再開したが、第7話を放送した2020年6月13日、新型コロナウイルス感染拡大防止の観点から一部アニメーション制作スケジュールを変更した影響を受けて、再度第8話以降の放送見送り、及び翌週からは同時間枠で第2シリーズ第5話～第7話を再放送することを発表した。2020年7月11日放送分（第7話再放送の翌週）より第8話以降の放送が再開された。
シリーズで共通しているのは2クール目（第14話）から、重要キャラクターには簡潔な説明文と名前の字幕が表示される。また、次回予告とタイトルコール、そして決めゼリフ「夢の舞台へかけ上がれ!」は前作から全て主人公の茂野吾郎、大吾が行っていたが、第2シリーズからは翌週の主役のキャラクターが担当している（第3話以降は会話が次回予告になる時もあり、タイトルコール・決めゼリフも別々になる）。
前作同様、基本的には原作に沿っているが、原作の着替えやパンチラなどの性的シーン・差別的な台詞を中心にカットされたり、一部のシーンや登場人物の設定に変更がなされている。放送時は字幕放送、連動データ放送を実施。

### スタッフ
|                               | 第1シリーズ                     | 第2シリーズ                     |
| ----------------------------- | ------------------------------- | ------------------------------- |
| 原作                          | 満田拓也                        | 満田拓也                        |
| 監督                          | 渡辺歩                          | 渡辺歩                          |
| シリーズ構成                  | N/A                             | 土屋理敬                        |
| キャラクターデザイン          | 大貫健一                        | 松元美季                        |
| 野球監修                      | 里崎智也                        | 里崎智也                        |
| 美術監督                      | 河合泰利                        | 佐藤勝                          |
| 色彩設計                      | なかむらちほ                    | 田辺香奈                        |
| 撮影監督                      | 山越康司                        | 木村亮介                        |
| 編集                          | 今井大介                        | 小島俊彦                        |
| 音響監督                      | 亀山俊樹                        | 亀山俊樹                        |
| 音楽                          | 中川幸太郎                      | 中川幸太郎                      |
| プロデューサー                | 佐藤エミ                        | 佐藤エミ                        |
| アニメーション プロデューサー | 児島宏明                        | 児島宏明                        |
| 制作統括                      | 米村裕子、苗代憲一郎            | 米村裕子、苗代憲一郎            |
| 制作統括                      | 長谷川友紀                      | 佐藤エミ                        |
| アニメーション制作            | オー・エル・エム                | オー・エル・エム                |
| 制作                          | NHKエンタープライズ             | NHKエンタープライズ             |
| 制作・著作                    | NHK、小学館集英社プロダクション | NHK、小学館集英社プロダクション |

シリーズ構成の土屋理敬、キャラクターデザイン(第1シリーズ)の大貫健一、音楽の中川幸太郎らは前作からの続投となる。また、前作から引き続き登場するキャラクターの声優もそのまま続投されている。

### 主題歌

#### オープニングテーマ
「越えていけ」
第1シリーズ第1話から第13話まで使用。作詞はヤマサキセイヤ、作曲・編曲・歌はキュウソネコカミ。
「ドリームキャッチャー」
第1シリーズ第14話から第25話まで使用。作詞・作曲・歌はベリーグッドマン、作曲・編曲はGRP。
「Answer」
第2シリーズ第1話から第13話まで使用。歌唱は家入レオ、作詞は家入とKanata Okajima、作曲は家入と久保田真悟、編曲は久保田真悟。
「白い泥」
第2シリーズ第14話から第25話まで使用。歌唱は上白石萌音、作詞・作曲は橋本絵莉子、編曲は清水俊也。

#### エンディングテーマ
「プライド」
第1シリーズ第1話から第13話まで使用。作詞・作曲・歌唱は高橋優、編曲は高橋と池窪浩一。
「SAIREN」
第1シリーズ第14話から第25話まで使用。作詞・作曲・歌唱はReol、編曲は瀬恒啓。
「One」
第2シリーズ第1話から第13話まで使用。作詞・作曲は井上竜馬、編曲はトオミヨウとSHE'S、歌唱はSHE'S。
「IDENTITY」
第2シリーズ第14話から第25話まで使用。作詞・作曲は福永浩平、編曲・歌唱は雨のパレード。

### 各話リスト
| 話数        | サブタイトル                 | 脚本        | 絵コンテ    | 演出             | 作画監督                            | 総作画監督   | 初放送日      |             |             |             |             |             |             |             |             |             |             |             |             |             |             |             |             |             |
| 第1シリーズ | 第1シリーズ                  | 第1シリーズ | 第1シリーズ | 第1シリーズ      | 第1シリーズ                         | 第1シリーズ  | 第1シリーズ   | 第1シリーズ | 第1シリーズ | 第1シリーズ | 第1シリーズ | 第1シリーズ | 第1シリーズ | 第1シリーズ | 第1シリーズ | 第1シリーズ | 第1シリーズ | 第1シリーズ | 第1シリーズ | 第1シリーズ | 第1シリーズ | 第1シリーズ | 第1シリーズ | 第1シリーズ |
| ----------- | ---------------------------- | ----------- | ----------- | ---------------- | ----------------------------------- | ------------ | ------------- | ----------- | ----------- | ----------- | ----------- | ----------- | ----------- | ----------- | ----------- | ----------- | ----------- | ----------- | ----------- | ----------- | ----------- | ----------- | ----------- | ----------- |
| 第1話       | 大吾の夢                     | 土屋理敬    | 渡辺歩      | 石田暢           | 佐藤和巳 ユ・ミンジ                 | 西村広       | 2018年 4月7日 |             |             |             |             |             |             |             |             |             |             |             |             |             |             |             |             |             |
| 第2話       | 二世でなければ               | 古怒田健志  | 三浦陽      | 下平佑一         | 岡田絵里香 広岡トシヒト             | ヤマダシンヤ | 4月14日       |             |             |             |             |             |             |             |             |             |             |             |             |             |             |             |             |             |
| 第3話       | ふたりのジュニア             | 末永光代    | 外山草      | 外山草           | 和田伸一 木下ゆうき                 | 西村広       | 4月21日       |             |             |             |             |             |             |             |             |             |             |             |             |             |             |             |             |             |
| 第4話       | 野球を好きな才能             | 山下憲一    | 三浦陽      | 山田卓           | キム・ジンヨン シン・ミンソプ       | 西村広       | 4月28日       |             |             |             |             |             |             |             |             |             |             |             |             |             |             |             |             |             |
| 第5話       | 特訓開始！                   | 古怒田健志  | 長友孝和    | 徐恵眞           | バク・ガヨン アン・チョンミ         | 田中穣       | 5月5日        |             |             |             |             |             |             |             |             |             |             |             |             |             |             |             |             |             |
| 第6話       | キャッチボール               | 土屋理敬    | 木下ゆうき  | 浅見松雄         | 飯飼一幸 森田実                     | ヤマダシンヤ | 5月12日       |             |             |             |             |             |             |             |             |             |             |             |             |             |             |             |             |             |
| 第7話       | いつか必ず                   | 末永光代    | 入好さとる  | 石田暢           | ユ・ミンジ 新岡浩美                 | 西村広       | 5月19日       |             |             |             |             |             |             |             |             |             |             |             |             |             |             |             |             |             |
| 第8話       | 寿也の個人レッスン           | 山下憲一    | 増田敏彦    | 鈴木裕輔         | 萩原省智 辻浩樹                     | 田中穣       | 5月26日       |             |             |             |             |             |             |             |             |             |             |             |             |             |             |             |             |             |
| 第9話       | 光の思い                     | 土屋理敬    | もりたけし  | 尋田耕輔         | 小菅和久 ジョン・チョルキョ         | 西村広       | 6月2日        |             |             |             |             |             |             |             |             |             |             |             |             |             |             |             |             |             |
| 第10話      | 夏の大会スタート！           | 古怒田健志  | 外山草      | 外山草           | 佐藤和巳 丸山大勝                   | ヤマダシンヤ | 6月9日        |             |             |             |             |             |             |             |             |             |             |             |             |             |             |             |             |             |
| 第11話      | やっちまった！               | 末永光代    | 長友孝和    | 津田義三         | 浦島美紀 古徳真美                   | 西村広       | 6月16日       |             |             |             |             |             |             |             |             |             |             |             |             |             |             |             |             |             |
| 第12話      | バッテリーデビュー           | 山下憲一    | 杉島邦久    | 三浦慧           | 本田敬一 南井尚子                   | 田中穣       | 6月23日       |             |             |             |             |             |             |             |             |             |             |             |             |             |             |             |             |             |
| 第13話      | 睦子の憂うつ                 | 山下憲一    | 入好さとる  | 石田暢           | 小菅和久 ユ・ミンジ                 | 西村広       | 6月30日       |             |             |             |             |             |             |             |             |             |             |             |             |             |             |             |             |             |
| 第14話      | キャッチャーの経験値         | 末永光代    | 杉島邦久    | 伊部勇志         | 志水佳子 佐藤このみ                 | ヤマダシンヤ | 7月7日        |             |             |             |             |             |             |             |             |             |             |             |             |             |             |             |             |             |
| 第15話      | 攻略の手がかり               | 古怒田健志  | もりたけし  | 丸山由太         | 広岡トシヒト 沖田直美               | 西村広       | 7月14日       |             |             |             |             |             |             |             |             |             |             |             |             |             |             |             |             |             |
| 第16話      | 全力勝負                     | 古怒田健志  | 久慈悟郎    | 徐恵眞           | 是本晶 ジョン・チョルギョ           | 田中穣       | 7月21日       |             |             |             |             |             |             |             |             |             |             |             |             |             |             |             |             |             |
| 第17話      | 負けたくない                 | 土屋理敬    | 三浦陽      | 石田暢           | 西村広 佐藤和巳                     | 小菅和久     | 7月28日       |             |             |             |             |             |             |             |             |             |             |             |             |             |             |             |             |             |
| 第18話      | 眉村姉弟                     | 末永光代    | 誌村宏明    | 奥野浩行         | 萩原省智                            | ヤマダシンヤ | 8月4日        |             |             |             |             |             |             |             |             |             |             |             |             |             |             |             |             |             |
| 第19話      | 決戦を前に                   | 山下憲一    | もりたけし  | まつもとよしひさ | 小菅和久 山﨑輝彦                   | 西村広       | 8月11日       |             |             |             |             |             |             |             |             |             |             |             |             |             |             |             |             |             |
| 第20話      | 東斗戦プレーボール！         | 山下憲一    | 杉島邦久    | 小野勝巳         | 武内啓 小田真弓                     | 田中穣       | 8月18日       |             |             |             |             |             |             |             |             |             |             |             |             |             |             |             |             |             |
| 第21話      | 大吾と光                     | 古怒田健志  | 三浦陽      | 石田暢           | 西村広 角谷知美                     | 小菅和久     | 8月25日       |             |             |             |             |             |             |             |             |             |             |             |             |             |             |             |             |             |
| 第22話      | エース登板                   | 土屋理敬    | 久慈悟郎    | 久慈悟郎         | 丸山大勝 木下ゆうき                 | ヤマダシンヤ | 9月1日        |             |             |             |             |             |             |             |             |             |             |             |             |             |             |             |             |             |
| 第23話      | 運命の一打                   | 末永光代    | 外山草      | 外山草           | 小菅和久 佐藤和巳                   | 西村広       | 9月8日        |             |             |             |             |             |             |             |             |             |             |             |             |             |             |             |             |             |
| 第24話      | うそだ…！                    | 古怒田健志  | 杉島邦久    | 伊部勇志         | 武内啓 小田真弓                     | 田中穣       | 9月15日       |             |             |             |             |             |             |             |             |             |             |             |             |             |             |             |             |             |
| 第25話      | 約束                         | 土屋理敬    | 誌村宏明    | 筆坂明規         | 北村友幸 広岡トシヒト               | 西村広       | 9月22日       |             |             |             |             |             |             |             |             |             |             |             |             |             |             |             |             |             |
| 第2シリーズ |                              |             |             |                  |                                     |              |               |             |             |             |             |             |             |             |             |             |             |             |             |             |             |             |             |             |
| 第1話       | 噂の新入部員                 | 古怒田健志  | 渡辺歩      | 播摩優           | 菅原美幸 角谷知美                   | 松元美季     | 2020年 4月4日 |             |             |             |             |             |             |             |             |             |             |             |             |             |             |             |             |             |
| 第2話       | そのキャッチャー、辛口につき | 山下憲一    | 柴田匠      | 柴田匠           | 稲手遥香 亀山朋子                   | 廣田茜       | 4月11日       |             |             |             |             |             |             |             |             |             |             |             |             |             |             |             |             |             |
| 第3話       | なんやコイツ!?               | 末永光代    | 山井紗也香  | 山井紗也香       | 大野美葉 河野仁美                   | 東海林康和   | 4月18日       |             |             |             |             |             |             |             |             |             |             |             |             |             |             |             |             |             |
| 第4話       | キャプテン大吾               | 土屋理敬    | 西田健一    | 西田健一         | 土信田和幸 山縣亜紀                 | 佐藤陵       | 4月25日       |             |             |             |             |             |             |             |             |             |             |             |             |             |             |             |             |             |
| 第5話       | 野球女子の実力               | 山下憲一    | 筆坂明規    | 筆坂明規         | 香月麻衣子 小野ひろみ               | 髙田晴仁     | 5月30日       |             |             |             |             |             |             |             |             |             |             |             |             |             |             |             |             |             |
| 第6話       | バックアップ                 | 古怒田健志  | 大原実      | 沼山茉由         | 中山裕美 平良哲朗                   | 東海林康和   | 6月6日        |             |             |             |             |             |             |             |             |             |             |             |             |             |             |             |             |             |
| 第7話       | 睦子の特訓                   | 土屋理敬    | 大原実      | 石田暢           | 新村杏子 西村広                     | 松元美季     | 6月13日       |             |             |             |             |             |             |             |             |             |             |             |             |             |             |             |             |             |
| 第8話       | 超機動力野球                 | 井上亜樹子  | 新田典生    | 大庭秀昭         | 山縣亜紀 土信田和幸                 | 東海林康和   | 7月11日       |             |             |             |             |             |             |             |             |             |             |             |             |             |             |             |             |             |
| 第9話       | 絶対いやや！                 | 末永光代    | 柴田匠      | 柴田匠           | 稲手遥香 飯田清貴                   | 廣田茜       | 7月18日       |             |             |             |             |             |             |             |             |             |             |             |             |             |             |             |             |             |
| 第10話      | 大吾マジック？               | 山下憲一    | 山井紗也香  | 山井紗也香       | 大野美葉 河野仁美                   | 佐藤陵       | 7月25日       |             |             |             |             |             |             |             |             |             |             |             |             |             |             |             |             |             |
| 第11話      | ラストイニング               | 古怒田健志  | 筆坂明規    | 筆坂明規         | 香月麻衣子 宮崎麻美                 | 髙田晴仁     | 8月1日        |             |             |             |             |             |             |             |             |             |             |             |             |             |             |             |             |             |
| 第12話      | くもりのち雨？               | 井上亜樹子  | 西田健一    | 西田健一         | 桑原麻衣 平良哲朗                   | 松元美季     | 8月8日        |             |             |             |             |             |             |             |             |             |             |             |             |             |             |             |             |             |
| 第13話      | さあ準決勝！                 | 山下憲一    | 誌村宏明    | 石田暢           | 今泉竜太 亀山朋子                   | 松元美季     | 8月15日       |             |             |             |             |             |             |             |             |             |             |             |             |             |             |             |             |             |
| 第14話      | 意外な再会                   | 土屋理敬    | 大原実      | 沼山茉由         | 大野美葉 河野仁美                   | 稲手遥香     | 8月22日       |             |             |             |             |             |             |             |             |             |             |             |             |             |             |             |             |             |
| 第15話      | 切れた気持ち                 | 古怒田健志  | 柴田匠      | 柴田匠           | 小林ゆかり ソ ウンギョン            | 廣田茜       | 8月29日       |             |             |             |             |             |             |             |             |             |             |             |             |             |             |             |             |             |
| 第16話      | 繋がった想い                 | 井上亜樹子  | 志村錠児    | 新田典生         | 山縣亜紀 土信田和幸                 | 稲手遥香     | 9月5日        |             |             |             |             |             |             |             |             |             |             |             |             |             |             |             |             |             |
| 第17話      | まさかの登板                 | 末永光代    | 筆坂明規    | 石田暢           | 新村杏子 宮崎麻美                   | 髙田晴仁     | 9月12日       |             |             |             |             |             |             |             |             |             |             |             |             |             |             |             |             |             |
| 第18話      | ここまで来たら               | 古怒田健志  | 山井紗也香  | 山井紗也香       | 稲手遥香 平良哲朗 西村広 古沼よしい | 早川麻美     | 9月19日       |             |             |             |             |             |             |             |             |             |             |             |             |             |             |             |             |             |
| 第19話      | ナイスゲーム！               | 山下憲一    | 渡辺歩      | 播摩優           | 稲手遥香 髙田晴仁 亀山朋子 楠木智子 | 松元美季     | 9月26日       |             |             |             |             |             |             |             |             |             |             |             |             |             |             |             |             |             |
| 第20話      | 新たなメンバー？             | 吉永光代    | 誌村宏明    | 八木郁乃         | 小野ひろみ 宮崎麻美                 | 廣田茜       | 10月3日       |             |             |             |             |             |             |             |             |             |             |             |             |             |             |             |             |             |
| 第21話      | ロックオン！                 | 井上亜樹子  | 大原実      | 播摩優 石田暢    | 松元美季 稲手遥香 早川麻美 菅原美幸 | 髙田晴仁     | 10月10日      |             |             |             |             |             |             |             |             |             |             |             |             |             |             |             |             |             |
| 第22話      | 見損なったよ！               | 山下憲一    | 大原実      | 殿勝秀樹         | 菅原美幸 松元美季 早川麻美 髙田晴仁 | 稲手遥香     | 10月17日      |             |             |             |             |             |             |             |             |             |             |             |             |             |             |             |             |             |
| 第23話      | 嵐の気配                     | 古怒田健志  | 柴田匠      | 柴田匠           | 早川麻美 稲手遥香 髙田晴仁 松元美季 | 菅原美幸     | 10月24日      |             |             |             |             |             |             |             |             |             |             |             |             |             |             |             |             |             |
| 第24話      | シンデレラの魔法             | 土屋理敬    | 筆坂明規    | 筆坂明規         | 松元美季 稲手遥香 早川麻美 新村杏子 | 髙田晴仁     | 10月31日      |             |             |             |             |             |             |             |             |             |             |             |             |             |             |             |             |             |
| 第25話      | キミとまた…                  | 土屋理敬    | 渡辺歩      | 八木綾乃         | 髙田晴仁 稲手遥香 菅原美幸 早川麻美 | 松元美季     | 11月7日       |             |             |             |             |             |             |             |             |             |             |             |             |             |             |             |             |             |

### DVD
| 巻 | 発売日         | 収録話          | 規格品番      |
| -- | -------------- | --------------- | ------------- |
| 1  | 2018年10月26日 | 第1話 - 第13話  | EYBA-12033/6  |
| 2  | 2019年1月25日  | 第14話 - 第25話 | EYBA-12037/40 |

| 巻 | 発売日         | 収録話          | 規格品番     |
| -- | -------------- | --------------- | ------------ |
| 1  | 2020年9月18日  | 第1話 - 第13話  | EYBA-13061/4 |
| 2  | 2020年12月25日 | 第14話 - 第25話 | EYBA-13065/8 |

### 関連書籍
- アニメコミックス『TVシリーズ メジャー2nd』
  1. 2018年8月17日発売、ISBN 978-4-09-128425-9
  2. 2018年9月18日発売、ISBN 978-4-09-128429-7
  3. 2018年10月18日発売、ISBN 978-4-09-128430-3

| NHK Eテレ 土曜 17:35 - 18:00          | NHK Eテレ 土曜 17:35 - 18:00    | NHK Eテレ 土曜 17:35 - 18:00      |
| 前番組                                | 番組名                          | 次番組                            |
| ------------------------------------- | ------------------------------- | --------------------------------- |
| クラシカロイド（第2シリーズ）         | メジャーセカンド（第1シリーズ） | ラディアン（第1シリーズ）         |
| 魔入りました！入間くん（第1シリーズ） | メジャーセカンド（第2シリーズ） | ラディアン（第2シリーズ、再放送） |

## コラボレーション
2021年に、「40歳の茂野吾郎が高知県の独立リーグ球団で現役を続けている」という設定をきっかけとして、高知県に実在する高知ファイティングドッグス（四国アイランドリーグplus）との間でコラボレーションが実施されることとなり、吾郎が高知ファイティングドッグスのユニフォームをまとったイラストが公開され、協賛試合が7月に2試合実施される。高知ファイティングドッグスは案内の中で、吾郎が高知ファイティングドッグスに所属していることが「公認された」と記している。